# Camptozorus chondrillae
Camptozorus chondrillae – gatunek pluskwiaka różnoskrzydłego z rodziny tasznikowatych i podrodziny Phylinae.
Gatunek ten opisany został w 1996 roku przez I.M. Kierżnera, który wyznaczył go gatunkiem typowym nowego rodzaju Camptozorus.
Pluskwiak o podłużno-jajowatym ciele długości od 2,4 do 3,2 mm. Ubarwienie jaskrawozielone. Głowa srebrno, a tarczka i skórzasta część półpokryw czarno owłosione. Na przedpleczu obecne włoski obu kolorów. Odnóża przedniej i środkowej pary nie mają na udach czarnego pasa. Samiec ma fallotekę o zaokrąglonym wyrostku, a wierzchołkowy wyrostek edeagusa umiarkowanie krótki, dłuższy niż u C. lactucae.
Roślinami żywicielskimi tych tasznikowatych są przedstawiciele rodzaju Chondrilla.
Owad znany z Kazachstanu i obwodu astrachańskiego w europejskiej części Rosji.